# Liste der Monuments historiques in Montbard
Die Liste der Monuments historiques in Montbard führt die Monuments historiques in der französischen Gemeinde Montbard auf.

## Liste der Immobilien
| Bezeichnung                                                          | Beschreibung | Standort                               | Kennzeichnung | Schutzstatus   | Datum     | Bild           |
| -------------------------------------------------------------------- | --- | -------------------------------------- | ------------- | -------------- | --------- | -------------- |
| Maison de l’Arquebuse                                                | Schießhaus, 17. Jahrhundert                                                                                               | 52 rue François-Debussy (Lage)         | PA00112769    | Inscrit        | 1991      |                |
| Kirche St-Urse                                                       | ab dem 12. Jahrhundert | Rue du Parc Buffon (Lage)              | PA00112548    | Inscrit        | 1947      | weitere Bilder |
| Nutzgärten von Georges-Louis Leclerc de Buffon und Anwesen Daubenton | aus dem 18. Jahrhundert                                                                                                   | Rue Daubenton, allée Clemenceau (Lage) | PA21000104    | Inscrit Classé | 2021 2024 |                |
| Château de Montbard und Parc Buffon                                  | Burg, ab dem 11. Jahrhundert; in der ersten Hälfte des 18. Jahrhunderts durch Georges-Louis Leclerc de Buffon umgestaltet | Rue du Parc Buffon (Lage)              | PA00112547    | Classé         | 1862 1947 | weitere Bilder |
| Hôtel de Buffon                                                      | Hôtel particulier, 1734 erbaut; mit Innenausstattung                                                                      | Place Buffon (Lage)                    | PA00112549    | Classé Inscrit | 1988      | weitere Bilder |

## Liste der Objekte
| Bezeichnung                                                | Beschreibung | Standort                         | Kennzeichnung | Schutzstatus | Datum | Bild |
| ---------------------------------------------------------- | --- | -------------------------------- | ------------- | ------------ | ----- | ---- |
| Mariä-Verkündigungs-Fenster                                | Buntglas, 15. Jahrhundert, 1946 neu montiert | in der Kirche St-Urse (Lage)     | PM21001540    | Classé       | 1910  |      |
| Taufbecken                                                 | Kalkstein, zweite Hälfte des 15. Jahrhunderts | in der Kirche St-Urse (Lage)     | PM21001541    | Classé       | 1910  |      |
| Gemälde Anbetung der Hirten                                | Ölfarbe auf Eichenholz, Holzrahmen, 1599 von André Menassier; nach Raffael; im Musée des Beaux-Arts de Montbard deponiert | in der Kirche St-Urse (Lage)     | PM21001542    | Classé       | 1910  |      |
| Skulptur Sitzende Madonna mit Kind                         | Holz, farbig gefasst, 13. Jahrhundert | La Mairie, in der Kapelle (Lage) | PM21001543    | Classé       | 1959  |      |
| Tor zum Parc Buffon                                        | Schmiedeeisen, 18. Jahrhundert | Rue Jean-Jacques Rousseau (Lage) | PM21001545    | Classé       | 1930  |      |
| Tor zum Musée Buffon                                       | Schmiedeeisen, 18. Jahrhundert | Rue Jean-Jacques Rousseau (Lage) | PM21001546    | Classé       | 1930  |      |
| Skulptur Petrus                                            | Holz, farbig gefasst, 17. Jahrhundert | La Mairie, in der Kapelle (Lage) | PM21003544    | Inscrit      | 1975  |      |
| Zwei Kerzenständer                                         | Zinn, 17. oder 18. Jahrhundert | La Mairie, in der Kapelle (Lage) | PM21003545    | Inscrit      | 1075  |      |
| Gemälde Heiliger Augustinus                                | Ölfarbe auf Leinwand, 17. Jahrhundert | in der Kirche St-Urse (Lage)     | PM21003543    | Inscrit      | 1975  |      |
| Skulptur Heiliger Ursus von Solothurn                      | Aufsatz eines Prozessionsstabs; Holz, farbig gefasst und vergoldet, 18. Jahrhundert | in der Kirche St-Urse (Lage)     | PM21003586    | Inscrit      | 1976  |      |
| Altaraufsatz und zwei Altarbilder                          | Holz, farbig gefasst und vergoldet, sowie Ölfarbe auf Holz, 18. Jahrhundert; im Musée Buffon deponiert | im Hôpital (Lage)                | PM21003585    | Inscrit      | 1976  |      |
| Büste Alfred Debussy                                       | mit Sockel; Mormor, 1908, Bildhauer Edme Marie Cadoux | im Hôpital (Lage)                | PM21004955    | Inscrit      | 2013  |      |
| Rollstuhl                                                  | Buchenholz, Metall, Anfang des 20. Jahrhunderts | im Hôpital (Lage)                | PM21004956    | Inscrit      | 2013  |      |
| 233 Druckgrafiken von Vögeln                               | Tinte auf Papier, 18. Jahrhundert, von François Nicolas Martinet | im Hôtel de Buffon (Lage)        | PM21003501    | Inscrit      | 1973  |      |
| Gemälde Darstellung Mariens                                | Ölfarbe auf Leinwand, bezeichnet 1662 | in der Mairie (Lage)             | PM21004926    | Inscrit      | 2013  |      |
| Liturgische Gewänder (1)                                   | Seide, bestickt, 17. Jahrhundert | in der Kirche St-Urse (Lage)     | PM21001538    | Classé       | 1901  |      |
| Liturgische Gewänder (2)                                   | Seide, bestickt, 17. Jahrhundert | in der Kirche St-Urse (Lage)     | PM21001539    | Classé       | 1901  |      |
| Drei Glocken                                               | Bronze, 1430 gegossen | in der Mairie (Lage)             | PM21001544    | Classé       | 1910  |      |
| Reliquienbehälter                                          | Holz, bemalt, 17. Jahrhundert | in der Kirche St-Urse (Lage)     | PM21003542    | Inscrit      | 1975  |      |
| 229 Druckgrafiken von Vögeln, Schmetterlingen und Blumen   | Tinte auf Papier, 18. Jahrhundert, von François Nicolas Martinet und Jacques de Sève | im Hôtel de Buffon (Lage)        | PM21003500    | Inscrit      | 1973  |      |
| Drei Glockenschlägerfiguren                                | Metall und Holz, bemalt, 1718 und um 1860 | in der Mairie (Lage)             | PM21004811    | Inscrit      | 2006  |      |
| Abgusssammlung der École Nationale des Beaux-Arts de Dijon | Ensemble aus PM21006734 bis PM21007111 375 Gipsabgüsse von Architekturelementen und Kunstwerken von der Vorgeschichte bis zur Neuzeit, im 19. und 20. Jahrhundert angefertigt; darunter unter anderem der Ludovisische Thron (PM21006878 bis PM21006880, PM21006885), die Venus von Milo (PM21006968) und die Venus von Arles (PM21007097) | im Musée Buffon (Lage)           | PM21006733    | Inscrit      | 2021  |      |